# 송형근
송형근(宋亨根, 1961년 3월 19일 ~ )은 대한민국의 언론인이다.

## 학력
- 대전현암초등학교
- 보문중학교
- 대전고등학교
- 연세대학교 경제학 학사
- 연세대학교 대학원 정보산업공학 석·박사과정 수료

## 경력
- 1987년 : MBC 입사
- 2006년 : MBC 도쿄 특파원
- 2010년 : MBC 경제부 부장
- 2011년 ~ 2020년 : MBC 논설위원
- 2020년 ~ 2021년 : MBC 선임기자
- 2021년 ~ 2024년 3월 19일 퇴임 : 원주문화방송 사장

## 진행 프로그램
- MBC 뉴스의 광장 (2011년 9월 ~ 2012년 2월)
- MBC 뉴스 포커스 (2012년 12월 3일 ~ 2013년 3월 15일)
- MBC 2시의 취재현장 (2017년 12월 26일 ~ 2020년 3월 27일)